# ...You
…You é o segundo álbum de estúdio do cantor alemão Sasha, lançado a 2 de maio de 2000.
Apesar de não ter alcançado o sucesso do disco anterior, alcançou as tabelas na Áustria, Alemanha e Suíça, sendo certificado duplo ouro pela IFPI. Do disco saíram três singles, tendo apenas "Let Me Be the One" atingido o top 20.

## Faixas
| N.º | Título                          | Duração |  |
| 1.  | "Let Me Be the One"             | 4:15    |  |
| 2.  | "Love Is All Around"            | 5:01    |  |
| 3.  | "Take Good Care"                | 3:51    |  |
| 4.  | "Something Stupid" (com Shemsi) | 4:19    |  |
| 5.  | "Chemical Reaction"             | 4:25    |  |
| 6.  | "Club c'est la vie"             | 3:53    |  |
| 7.  | "Pretty Thing"                  | 4:07    |  |
| 8.  | "Take My Hands"                 | 3:30    |  |
| 9.  | "Don't You Forget Me"           | 4:07    |  |
| 10. | "Owner of My Heart"             | 3:40    |  |
| 11. | "It Ain't That Bad"             | 3:54    |  |
| 12. | "Reach Inside"                  | 4:41    |  |

| Críticas profissionais                                                      | Críticas profissionais |
| Avaliações da crítica                                                       | Avaliações da crítica  |
| Fonte                                                                       | Avaliação              |
| --------------------------------------------------------------------------- | ---------------------- |
| Laut.de                                                                     | [ 4 ]                  |
| Esta tabela precisa de ser acompanhada por texto em prosa. Consulte o guia. |                        |

## Paradas
| Parada (2000)      | Certificador  | Posição |
| ------------------ | ------------- | ------- |
| Ö3 Austria Top 40  | Media Control | 5       |
| Swiss Albums Chart | Media Control | 4       |